# Aripuana cullmaniorum
Aripuana cullmaniorum là một loài thực vật có hoa trong họ Long đởm. Loài này được Struwe, Maas & V.A.Albert mô tả khoa học đầu tiên năm 1997.